# Улуз
Улуз (таб. Улуз) — село в Табасаранском районе Республики Дагестан (Россия). Административный центр сельского поселения  Сельсовет Кужникский.

## География
Расположено в 8,5 км в западу от административного центра района — с. Хучни. В 3,5 км к востоку расположено с. Цантиль, с запада граничит с с. Кужник, к северу от села находится приток р. Ханаг-чай и граничит с Кайтагским районом, к югу находятся селения Шилле и Хараг и протекает река Улуз-чай и по речке граничит с селениями Урзиг, Курек, Чурдаф, обе речки являются притоками реки Рубас. Находится в 996 метрах над уровнем моря.На территории села растут много различных деревьев, орехи, кизил, боярышник, малина и тд.

## История
Улуз (Улусъ) – в переводе с Татарского означает селение. Так же древнее селение находилось на холму с крутыми склонами с трех сторон, поэтому местные жители связывают происхождение названия села со словами Ул (глаз) Уз (Склон) и переводится как — Недоступное глазу.
Селение Улуз образовалось в начале 15 века. Из нескольких семей выживших тех поселений, которые находились  не далеко от Улуза (село Гъурма, село Бижник). Селение построилось на возвышенном утёсе солнечной стороне от «большого камня». Поселение специально построено было здесь, чтобы солнце согревало и освещало с восходом до заката и для обороны поселения. Семьи, которые переселялись в Улуз, приходили в связи с тем, что их населённые пункты пострадали от болезней или войн.На восточной окраине села находятся фруктовые деревья и ореховые рощи, на северо-востоке расположены площади под посевы сельскохозяйственных культур, на северо-запад простираются альпийские луга. На прилегающих к с. Улуз территориях в северной и южной частях находятся 25 родников – источников чистой питьевой воды. Такое количество родников не встречается нигде на территории Табасаранского района.
В двух километрах от села, на юге-западной стороне находится священный лес «Мистан гьар» с вековыми буковыми и грабовыми деревьями. Материал из этого леса могли использовать только на строительство мечетей, мельниц, мостов, дорог и общих джамаатских (общественных) построений. Этот лес из поколения в поколение передают в первозданном виде на площади 12 гектаров.
Село Улуз образовалось приблизительно в начале XV века. По словам старожилов, оно было основано несколькими семьями, переселившими из разрушенных после природных катаклизмов, эпидемий и военных нашествий сел, находившихся в окрестностях нынешнего с. Улуз. Название «Улуз» («Улусъ») в переводе с татарского означает «селение».Селение специально было построено на холме с крутыми склонами на солнечной стороне от «Большого камня» («Аьхю гъван») – чтобы солнце освещало и согревало село весь день, а также для обороны от враждебных племён, живущих поблизости. Поэтому вторая версия происхождения названия села связывается со словами «ул» (глаз) и «уз» («склон»), то есть «недоступное глазу».
По переписи населения, проведенного в XIX в., число дворов в селе составляло 16, мужчин – 40 и женщин – 39, а к 1950 гг. XX века в Улузе насчитывалось около 30 дворов. По переписи 2010 года население с. Улуз составляло 405 человек. На 2018 год в селе имеется более 80 дворов с населением около 420 человек.
В древности в Улузе было развито земледелие – выращивали ячмень, овес, горох, кукурузу, пшеницу, занимались животноводством и садоводством. Возле священного леса «Мистан гьар» через речку в сторону с. Улуз расположено несколько водоемов, предназначенных для выработки конопляной пряжи для тканей и паласов, изготовления веревки и канатов. В прежние времена Улуз славился своими тканями из конопляной и льняной пряжи и изделиями из них(паласы, мешки, веревки, канаты и т.д.), которыми улузцы обес-печивали не только себя, но и жителей близлежащих сел; свою продукцию они также продавали на рынках Агульского и Кайтагского районов. Массовость продукции обеспечивалась благодаря имевшимся в селе нескольким вязальным станкам.
В 1939 году в результате раскулачивания зажиточных сельчан и середняков и добровольного взноса земельных угодий и скота бедняками, а также конфискации общественных (джамаатских) и мечетских земель в с. Улуз был создан колхоз им В.И.Ленина. К зажиточным хозяйствам села относились хозяйства братьев Мусаевых – Рамазана и Махмуда, которые имели более тысячи голов мелкого рогатого скота, несколько десятков голов коров, быков и лошадей, которых хозяева круглый год пасли на альпийских лугах. Домой отары овец перегоняли на несколько дней в период стрижки. В этом им помогали сельчане, которым за работу оплачивали натуральными продуктами в виде молока, сыра и масла. К середнякам относились хозяйства Мазаевых (200 голов скота), Исмаиловых (более 150 голов).
В первый год государство выделило колхозу помощь: построило птицеферму и снабдило птицей, а также выделили несколько голов свиней для свинарника, который был построен в районе «Латарихъ». Оба направления оказались убыточными, поэтому колхоз перешёл на разведение крупного и мелкого рогатого скота и лошадей. В последние годы в колхозе было около 50 лошадей коров, более 60 рабочих быков, около 500 голов крупного рогатого скота, более 1000 голов мелкого рогатого скота, который летом перегоняли в горы на альпийские луга.
После окончания Великой Отечественной войны колхозное движение начало набирать обороты: в селе начали пахать и сеять ранее заброшенные малопригодные поля, появились сельскохозяйственные машины – трактора, комбайны, сеялки и прочая техника. Председателем был назначен инвалид войны Гамзаев Абдулгалим, при котором колхоз имени В.И. Ленина стал одним из передовых в районе.
В годы Великой Отечественной войны из 30 хозяйств села на защиту родины ушли 28 человек, из них 22 погибли на полях сражений. Их имена высечены на обелиске памятника во дворе школы: Абдуселимов Маллашахбан, Алиев Исмаил, Алимирзаев Ахмед, Асланов Махмуд, Аскеров Магомед, Ашуралиев Мазагай, Ашуралиев Рамазан, Ашурбеков Абдулла, Ашурбеков Ашурали, Гамзаев Абдулгалим, Гюлов Махмуд, Курбанов Мурад Курбанович, Магомедов Ибрагим Магомедович, Махмудов Муса, Мурадов Мурад, Муртазаев Абдулла, Мусаев Ибрагим, Мустафаев Абдулла, Омаров Сефер, Раджабов Курбан, Раджабов Мевлют, Рамазанов Гамид Рамазанович, Рамазанов Маллашахбан, Умаров Серажутдин Усманович, Халилов Алимурад, Шихалиев Демюр, Шихмагомедов Малла.
По решению колхозного правления в 1961 году в селе за счет колхоза был построен сельский клуб. Его первым заведующим стал профессиональный музыкант Гамзаев Гамза Абдулгалимович. Коллектив клуба под его руководством многократно занимал призовые места в конкурсах, проводимых в районе и республике. В 1970-х годах Гамза Гамзаев создал «Ансамбль Гамза», который занял первое место среди семейных ансамблей республики. Гамза Гамзаев также работал корреспондентом газет «Жизнь колхозника» («Колхоздин уьмур»), «Зори Табасарана» («Табасарандин нурар»), на табасаранском радио, многократно выступал по телевидению. Был награждён орденом «Знака почёта», почетными грамотами и ценными подарками, являлся заслуженным работником культуры ДАССР, уважаемым в селе, районе и республикечеловеком.
После смерти Гамзаева Гамзы заведующим сельским клубом в 1997 г. стал Асланов Абдурахман Магомедович (Староста села), который продолжает и развивает традиции, заложенные его предшественником. В 2016 году на базе клуба создан Центр традиционной культуры народов России. В музее находится большое количество исторически ценных экспонатов всех народов России и табасаранского народа.
В 1969 г. в с. Улуз была открыта начальная школа. Директором был назначен Гамзаев Рамазан Абдулгалимович. В эти годы в школе учителями работали Рашидов Вагаб из села Пилиг и Ахмедов Абдурашид из села Чурдаф. В последующем директорами школы работали Гасаналиев Ашурали Абдуллаевич (1971-1983), Алиев Исмаил Сеидович (1983-2004). В 2004 году начальная школа была реорганизована в основную общеобразовательную. В настоящее время школой руководит Ашуралиев Кизилбек. В Улузской общеобразовательной школе работают 17 учителей и учатся 65 школьников.
В 1964 году в село был проведен водопровод с питьевой водой из источника в местности «Пакьнакк», находящегося на расстоянии 7 км от села. В строительстве родника и проведении водопровода принимали участие жители сел Улуз и Кужник.
В 1967 году село было электрифицировано. А в 1970 году по решению председателя Кужникского сельского совета Мурадова Мусы была построена автомобильная дорога, соединяющая села Улуз и Ругуж. В 2007 году село Улуз было полностью газифицировано.
Все социальные, культурные и бытовые объекты села расположены на центральной улице и в центре села были построены сельчанами. В селе созданы все условия для досуга и отдыха молодёжи,за свой счет, проводятся спортивные и развлекательные мероприятия.
С 2016 по 2018 гг. в облике села произошли коренные изменения. В 2017 году на базе коврового цеха в центре села была построена современная школа со всеми удобствами, а также памятник погибшим воинам ВОВ. Также силами сельчан, а также при финансовой поддержке выходцев из села построена современная спортивная площадка размерами 35х18х4 м. В марте 2018 года был заложен фундамент новой мечети рядом со спортивной площадкой. На данный момент завершены каркас, стены и купол мечети. Все работы выполнялись коллективно, всем селом.
Достопримечательности села
На северной стороне села около речки находятся две старые шахты для добычи каменного угля, там же расположено место для добычи серы. Рядом, в лесу, имеются ямы для заготовки древесного угля. Они использовались сельскими кузнечными мастерами. На южной стороне, у дороги, ведущей в село, находится пещера, в которых отары овец спасались от знойного солнца и ливневых дождей. На западной стороне склона расположен старинный родник «Ац», который до проведения водопровода использовали как основной источник питьевой воды.
В настоящее время в с. Улуз функционируют общеобразовательная школа, мечеть, сельский клуб, библиотека, детский сад, ФАП, отделение почтовой связи, стоматологический кабинет, спортплощадка, мини-ковровый цех, площадка для мойки автомашин, площадка для ремонта автомашин.В селе имеется центральный родник, а также водоем ёмкостью 1000 м3 воды, который был построен примерно около 600 лет, чтоб поить домашний скот.
Известные люди села
Улуз издревле славился мастерами-каменщиками, плотниками, кузнецами. Мастер Ашуралиев Абдулла(устайми) (1919-1997) построил мосты в местечке Зуртин на речке Ханаг-чай, по дороге в Шиле на речке Улуз-чай, в Ханаге, в селах Хучни и Лидже на реке Рубас, два моста в Хиве через реку Чираг-чай, а также множество каменных жилых домов в разных селах Табасарана.
Магомедов Маллакурбан (1934-1997) – ученик Абдуллы Ашуралиева, построил множество домов с прекрасными архитектурными фасадами в разных селах Табасарана.
Мастер Муртаза построил много добротных каменных домов.
Мастерами по дереву и плотниками были Гаджиибрагим, Гаджикерим и Малла; они оформляли окна, двери, внутренний интерьер домов, изготавливали мебель и утварь. Кузнечными мастерами были Байрамов Мазай и Шихахмедов Шихахмед, которые изготавливали жителям села и колхозу сельхозинвентарь (косы, серпы и т.д.).
В Улузе жили много известных арабистов. Носителями исламской культуры, а также духовными наставниками молодёжи села были имамы Ашуралиев Ашурали и Сулеманов Гаджи-Иса, которые совершили паломничество к святыням ислама в Мекку и Медину. Имамами села работали также Асланов Магомед,  Асланов Абдулвагаб, а с 2012 года по настоящее время – Асланов Расул.
Гордостью с. Улуз являются матери-героини Алиева Фатимат Ашуралиевна, Асланова Кисран Курбаналиевна, Курбанова Ханумага Маллакурбановна, Раджабова Гюль-ханум Ахмедовна.

## Инфраструктура

### Культура
- Центр традиционной культуры народов России[2].

## Достопримечательности
Недалеко от села Улуз находится природный мост. Возле селения в северной стороне имеется старая шахта для добычи каменного угля. На южной стороне при дороге в селе Улуз имеется пещера, в которую раньше загоняли отару овец. На той же стороне на речке рядом с селением Шилле имеется деревянный мост без единого гвоздя.
в центре села красивая мечеть, школа почта и спортивная площадка, которую построили местные жители на фундаменте старой школы и родник.

## Население
| 1895 | 1926 | 1939 | 1970 | 1989 | 2002 | 2010 |
| ---- | ---- | ---- | ---- | ---- | ---- | ---- |
| 189  | ↘177 | ↗210 | ↗278 | ↗296 | ↗358 | ↗500 |
| 2021 |      |      |      |      |      |      |
| ↘335 |      |      |      |      |      |      |